# Hatchetman
Hatchetman ist ein US-amerikanischer Horrorfilm aus dem Jahre 2003.

## Handlung
Claudia Wagner ist am helllichten Tage in der Uni und nachts in einem Nachtclub, wo sie als Stripperin ihr Taschengeld verdient. Ihr Traum, eine Rechtsanwältin zu werden, scheint in Erfüllung zu gehen, doch schon bald passieren schreckliche Dinge in ihrer Gegend. Ein sadistischer Serienkiller hat es auf Claudias junge Kollegen, ebenfalls Stripperinnen, abgesehen. Es kommt zu zahlreichen brutalen Morden an jungen Frauen. Claudia versucht mit Hilfe ihrer Freunde herauszufinden, wer der Täter ist. Schafft sie es rechtzeitig um das Schlimmste zu verhindern oder wird sie das nächste Opfer des gnadenlosen „Hatchetman“ sein.

## Hintergrund
Der Film wurde in Los Angeles, Kalifornien gedreht.